# Petre Becheru
Petre Becheru (* 16. Mai 1960 in Drăgănești-Vlașca, Kreis Teleorman) ist ein ehemaliger rumänischer Gewichtheber.

## Karriere
Becherus erster internationaler Wettkampf waren die Weltmeisterschaften 1983 in Moskau, wo er im Leichtschwergewicht bis 82,5 kg startete. Im Reißen belegte er mit 155,0 kg den 9. Platz, im Stoßen blieb er unplatziert. Sieger wurde Jurik Wardanjan mit 392,5 kg (180,0/212,5 kg), vor Assen Slatew mit 390,0 kg im Zweikampf.
Mit dem Olympiaboykott der Oststaaten wurde vielen Medaillenfavoriten die Teilnahme 1984 in Los Angeles untersagt, weswegen Becheru schon mit einer Leistung von 355,0 kg (155,0/200,0 kg) Gold in seiner Klasse bis 82,5 kg gewann. Mit dieser Leistung hätte er bei der WM 1983 den 9. Platz belegt. Es handelte sich 1984 also um ein vergleichsweise schwaches Teilnehmerfeld. Da die Olympischen Spiele 1984 gleichzeitig die Weltmeisterschaften darstellten, konnte sich Becheru hier ebenfalls seine einzigen drei WM-Medaillen sichern.
Zur Weltmeisterschaft 1985 in Södertälje steigerte sich Becheru auf 360,0 kg (157,5/202,5 kg) und belegte damit den 5. Platz. Sieger wurde erneut Jurik Wardanjan vor Assen Slatew. Zur WM 1986 in Sofia erzielte Becheru seine absoluten Bestleistungen. Er riss 160,0 kg und stieß 210,0 kg, was im Zweikampf für den 7. Platz reichte. Sieger wurde Slatew mit 405,0 kg.
Die WM 1986 in Ostrau beendete er mit 362,5 kg als Sechster und seine letzte Weltmeisterschaft 1989 in Athen mit 347,5 kg als Neunter. 1987 konnte er bei den Europameisterschaften in Reims mit 367,5 kg (160,0/207,5 kg) Bronze im Zweikampf gewinnen.

## Bestleistungen
- Reißen: 160,0 kg in der Klasse bis 82,5 kg 1986 in Sofia
- Stoßen: 210,0 kg in der Klasse bis 82,5 kg 1986 in Sofia
- Zweikampf: 370,0 kg in der Klasse bis 82,5 kg 1986 in Sofia